# José Miguel Hernández
José Miguel Hernández Camacho, (nacido el 23 de enero de 1971 en Premiá de Dalt, Barcelona) es un exjugador de baloncesto español. Con 2,02 de estatura, su puesto natural en la cancha era el de alero. 

## Trayectoria
[actualizar]
Desde 2018 es Director deportivo Alfindén Club Baloncesto.